# Алимбаев, Абдикарим Карбекович
Абдикарим Карбекович Алимбаев (род. 19 апреля 1973 года, Кыргыз-Ата, Ошская область, Киргизская ССР, СССР) — киргизский политик и государственный деятель. Заместитель председателя Пограничной службы Киргизской Республики с 25 марта 2014 года по 16 мая 2016 года. Председатель Государственной пограничной службы Киргизской Республики с 16 мая по 8 ноября 2016 года. Полномочный представитель Правительства Киргизской Республики в Баткенской области с 6 мая 2021 года.

## Биография
Абдикарим Карбекович Алимбаев родился 19 апреля 1973 года в селе Кыргыз-Ата, Ноокатского района Ошской области. В 1995 году окончил Академию Пограничной службы КНБ Республики Казахстан, а в 2006 году — Академию Федеральной службы безопасности России.
Трудовую деятельность начал в период получения первого высшего образования. С 1993 по 2013 года командовал различными пограничными подразделениями Погранслужбы Киргизской Республики. С 2013 по 2014 годы был начальником регионального пограничного управления по Ошской и Джалал-Абадской областям ГПС.
С 25 марта 2014 года по 16 мая 2016 года был заместителем председателя, а с 16 мая по 8 ноября был уже председателем Государственной пограничной службы КР. С 2018 по 2021 годы был начальником Главного штаба — 1 заместителем председателя Государственной пограничной службы КР.
6 мая 2021 года назначен на должность Полномочного представителя Правительства Киргизской Республики в Баткенской области.

## Личная жизнь
Женат, воспитывает троих детей.